# Barach Juda Léb
Barach Juda Léb (19. század) rabbi

## Élete
Topolyai rabbi volt a 19. század közepén. Előbb Liptószentmiklóson lakott, onnan ment Puchóra, majd Topolyára rabbinak. Jelentékeny talmudtudós hírében állt, s szerzője a Melechesz Cineresz című házasságjogi munkának. Fia, a korán elhunyt Baruch Benedek ügyvéd, Lőw Lipót szegedi főrabbi veje és Baracs Marcell, valamint Baracs Károly atyja volt.